# Daniel Quaye
Daniel Quaye (* 25. Dezember 1980 in Accra) ist ein ghanaischer Fußballspieler.

## Karriere

### Verein
Schon in der Jugend spielte Quaye in der ghanaischen Hauptstadt Accra bei den Great Olympics, bevor er mit 17 Jahren zu den Hearts of Oak SC wechselte, dem dominierenden Verein in der ghanaischen Liga seit Ende der 1990er. Entsprechend konnte der Abwehrspieler in den folgenden Jahren fünf Meistertitel und zwei Landespokalsiege feiern. Dazu kamen internationale Vereinserfolge wie der Sieg 2000 in der CAF Champions League, der African Super Cup 2001 und der CAF Confederation Cup 2005. 2007 verließ er nach 9 Jahren den Verein und wechselte für das restliche Jahr in den schwer angeschlagenen und zum letzten in der Tabelle Chongqing Lifan, welchen er Ende der Saison verließ.
2008 war er in 3 Vereinen zunächst kehrte er wieder zum Accra Hearts of Oak, danach noch einmal für kurze Zeit zum Chongqing Lifan, ehe er auch diesen verließ. In der Saison 2008/09 spielte er im Verein Sekondi Wise Fighters. Nachdem er diesen Verein den Rücken zuwendete, wechselte er für zwei Saisonen zum Verein Yanbian FC. Dort spielte er 55 mal und erzielte ein Tor. Seit 2012 spielte er in Verein Beijing Baxy, wo er bisher 14 Spiele bestritt und erreichte zwei Tore.
Anfang 2013 kehrte Quaye in sein Heimatland zurück, wo er sich zunächst Bechem United anschloss. Anschließend wechselte er zu seinem früheren Verein Hearts of Oak. Seit 2015 spielt er wieder für einen Heimatverein Great Olympics.

### Nationalmannschaft
Quaye kam am 5. Mai 2001 zu seinem ersten Einsatz für die ghanaische Fußballnationalmannschaft in einem WM-Qualifikationsspiel. Danach dauerte es aber bis zur nächsten WM-Qualifikation für die Fußball-Weltmeisterschaft 2006 in Deutschland, bis er erneut berufen wurde. Nach vier Qualifikationsspielen stand er auch im WM-Aufgebot Ghanas, kam aber nicht zum Einsatz. Insgesamt spielte er bislang 7-mal für sein Heimatland.

## Statistik
Titel / Erfolge
- Ghanaischer Meister 1999, 2000, 2001, 2002, 2004/05
- Ghanaischer Pokalsieger 1999, 2000
- Sieger der African Champions League 2000
- Sieger des African Super Cups 2001
- Sieger des CAF Confederation Cups 2005